# Pectinia alcicornis
Espèce
Statut CITES
Pectinia alcicornis est une espèce de coraux appartenant à la famille des Merulinidae ou la famille Pectiniidae.